# بيت لحم فوقاني
بيت لحم فوقاني قرية سوريّة تتبع إداريّاً لمحافظة حلب منطقة عين العرب ناحية مركز عين العرب، بلغ تعداد سكانها 242 نسمة حسب التعداد السكاني لعام 2004.